# Várzea do Poço
Várzea do Poço este un oraș și o municipalitate din statul Bahia (BA) din Brazilia.